# Lindholz
Lindholz es un municipio situado en el distrito de Pomerania Occidental-Rügen, en el estado federado de Mecklemburgo-Pomerania Occidental (Alemania), a una altura de 14 metros. Su población a finales de 2016 era de 650 habs. y su densidad poblacional, 16 hab/km².
Se encuentra al sur del distrito, junto a la frontera con el distrito de Rostock.